# Ovčarstvo
Ovčarstvo je grana stočarstva koja se bavi uzgojem ovaca i njihovim iskorištavanjem radi dobivanja vune, mlijeka i mesa.
U tom pogledu izdavaja se uzgajanje jagnjadi radi mesa i ovaca radi vune.
Ovce su među prvim životinjama što ih je čovjek pripitomio i udomaćio. Povijest mnogih naroda temelji se na ovčarskoj, pastirskoj kulturi. Ovce potječu iz područja istočno od Kaspijskoga mora do Indije i Himalaje, odakle su dospjele na Bliski istok i Sredozemlje.
Najpovoljniji tereni za ovčarstvo su pašnjaci i livade, s dosta izvora pitke vode. Države s najvećim brojem ovaca su Australija, Novi Zeland, Kina, Rusija, Argentina, Južnoafrička Republika i dr.